# Calle Ridderwall
Carl „Calle“ Ridderwall (* 28. Mai 1988 in Stockholm) ist ein ehemaliger schwedischer Eishockeyspieler, der im Verlauf seiner aktiven Karriere zwischen 2007 und 2019 unter anderem 110 Spiele für die Düsseldorfer EG in der Deutschen Eishockey Liga (DEL) auf der Position des Flügelstürmers bestritten hat. Darüber hinaus war Ridderwall auch in der Kontinentalen Hockey-Liga (KHL) und Svenska Hockeyligan (SHL) aktiv.

## Karriere

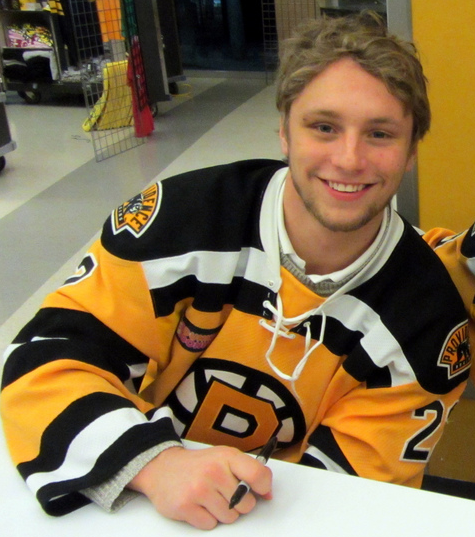
Ridderwall im Trikot der Providence Bruins (2012)

Calle Ridderwall stammt aus dem Nachwuchsbereich von Hammarby IF, für deren U18-Team er in der Saison 2004/05 in der J18 Elit auflief. Zudem kam er in drei Spielen des Juniorenteams in der J20 SuperElit zum Einsatz und nahm mit der Stadtauswahl von Stockholm zweimal beim nationalen Turnier TV-Pucken teil. Im Jahr 2005 wechselte der Stürmer in die Vereinigten Staaten zu den Chicago Chill aus der Mid Atlantic Hockey League (MAHL), die er jedoch nach einem Jahr wieder verließ. Nach einer Saison in der United States Hockey League (USHL) bei den Tri-City Storm ging der Schwede an die University of Notre Dame und spielte die folgenden vier Jahre – parallel zu seinem Studium – für die Eishockeymannschaft der Hochschule im Spielbetrieb der National Collegiate Athletic Association (NCAA).
Zur Saison 2011/12 begann Ridderwall seine Profikarriere in der Organisation der Boston Bruins aus der National Hockey League (NHL), die ihn als Free Agent verpflichtet hatten. Er wurde jedoch nach dem saisonvorbereitenden Trainingslager zu deren Farmteam, den Providence Bruins, in die American Hockey League (AHL) geschickt, ging nach nur einer Saison wieder zurück nach Europa und unterschrieb einen Vertrag bei der Düsseldorfer EG aus der Deutschen Eishockey Liga (DEL). Im letzten Spiel der DEL-Hauptrunde konnte Ridderwall noch den Mannheimer Yanick Lehoux überholen und wurde mit 22 Toren und 36 Assists Topscorer der Vorrunde. Für die Playoffs hatte sich die DEG als Tabellenletzter nicht qualifiziert. Das brachte ihm schließlich eine Nominierung in den erweiterten Kader schwedischen Nationalmannschaft für die Weltmeisterschaft 2013 ein. Letztlich schaffte er es aber nicht in den Turnierkader und wechselte im Sommer 2014 zum HC Lev Prag aus der Kontinentalen Hockey-Liga (KHL). Dort unterschrieb er einen Vertrag für die Saison 2013/14.
Nach dem Rückzug von Lev Prag aus der KHL kehrte Ridderwall nach Schweden zurück und wurde vom HV71 verpflichtet. Ein Jahr später kehrte er in die KHL zurück, als er einen Vertrag beim HK Sibir Nowosibirsk unterzeichnete. In den Jahren 2016 bis 2018 spielte Ridderwall beim Djurgårdens IF aus Stockholm in der Svenska Hockeyligan (SHL). Zur Spielzeit 2018/19 wechselte Ridderwall erneut zur Düsseldorfer EG, wo er sich bereits in der Saison 2012/13 als Topscorer der DEL ausgezeichnet hatte. Er unterschrieb bei der DEG zunächst einen Vertrag für drei Jahre bis 2021. Im April 2019 beendete der 30-Jährige seine Karriere aus privaten Gründen.

## Erfolge und Auszeichnungen
- 2007 Teilnahme am USHL All-Star Game
- 2007 USHL All-Rookie Team
- 2009 Mason-Cup-Gewinn mit der University of Notre Dame
- 2013 Topscorer der DEL-Hauptrunde

## Karrierestatistik
(Legende zur Spielerstatistik: Sp oder GP = absolvierte Spiele; T oder G = erzielte Tore; V oder A = erzielte Assists; Pkt oder Pts = erzielte Scorerpunkte; SM oder PIM = erhaltene Strafminuten; +/− = Plus/Minus-Bilanz; PP = erzielte Überzahltore; SH = erzielte Unterzahltore; GW = erzielte Siegtore; 1 Play-downs/Relegation; Kursiv: Statistik nicht vollständig)

## Familie
Sein Onkel Rolf war ein bekannter Eishockeytorwart, sein Cousin Stefan ist ebenfalls Eishockeytorwart. Mit Billie Blomberg ist ein weiterer Cousin Ridderwalls als Eishockeyprofi aktiv.